# Ovobathysciola deleddae
Ovobathysciola deleddae es una especie de escarabajo al género Ovobathysciola, familia Leiodidae. Fue descrita por Casale en 2014.

## Distribución
Se encuentra en Cerdeña, Italia.